# Ани Райх
Ани Райх (на немски: Annie Reich, по баща Пинк) е австрийска лекарка и психоаналитик.

## Биография
Родена е на 9 април 1902 година във Виена, Австрия, трето дете на Тереса Сингер и Алфред Пинк. През 1921 започва да учи медицина във Виенския университет и завършва през 1926 г. По време на следването си, тя започва и обучителна анализа с Вилхелм Райх. Анализът е прекъснат след шестия месец, защото двамата се омъжват през 1922 г. По-нататък Ани Райх започва анализа с Херман Нунберг и Ана Фройд. През 1928 става член на Виенското психоаналитично общество. През 1930 г. се мести в Берлин и става член на Берлинското психоаналитично общество.
През 1933 двамата се разделят и тя заминава за Прага, където подпомага да се създаде психоаналитично общество. През 1938 г. се омъжва за Томас Рубинщайн и емигрира с него и децата си в САЩ, където влиза в Нюйоркското психоаналитично общество. Между 1960 и 1962 е негов президент.
Умира на 5 януари 1971 година в Питсбърг на 68-годишна възраст.

## Теоретичен принос
След ранна публикация за успешното лечение на параноя (1936), Райх прави проучване на женското сексуално подчинение по отношение на идентифицирането с висшето тяло на партньора (1940). Тя се връща към темата след войната, с изследване на избора на нарцистичен обект при жените, което тя вижда като водено от това, което тя нарече „нарцистична нужда“, от своя страна продукт на нарцистично нараняване в детството. Липсата на самочувствие бива преодоляна чрез идентификация с доминиращ партньор от мъжки пол.
Райх изследва друг път за справяне с проблемите на самочувствието в изследване на гротескния хумор. Като се подиграва с недостатъците на собственото си тяло, главната героиня успя едновременно да атакува околните. [По този начин тя успява временно да отблъсне осъждането на собственото си строго суперего, в борба, която обаче трябва непрекъснато да се подновява, и чийто случаен провал довежда до дълбока депресия. Интересът на Райх към такова ранно увреждане на самочувствието я прави работен мост между психологията на егото и собствената си психология.
Райх също допринася за техниката на психоанализата, по-специално за контратрансфер и за прекратяване на терапията. Тя повтаря класическия възглед за контратрансфера като проекция на минали нагласи и чувства на анализатора върху пациента [8], в противовес на интерактивния възглед, след което излезе на преден план на контрапреноса като разкриващ нещо за пациента: методологическото предизвикателство, което тя представени за разграничаване между двете все още остава убедителна. Тя предупреждава също, че дори след анализ на преноса, анализаторът все пак ще се появи „като човек, надарен със специална сила, специална интелигентност и мъдрост ... като участник във всемогъществото, което детето приписва на родителите“ – проблем който може да бъде излекуван само с изтичането на времето след прекратяването.